# Потапенко, Геннадий Васильевич
Геннадий Васильевич Потапенко (25 марта 1894, Кимры, Тверская губерния, Российская империя — июнь 1979, Пасадина, округ Лос-Анджелес, Калифорния, США) — советский и американский физик.

## Биография
Родился в Кимрах в семье купца-кожевенника Василия Онуфриевича Потапенко, мать — Любовь Меснянкина. Закончил 8-классную классическую гимназию в Москве, поступил в Московский университет. В студенческие годы проявил склонность к научной работе; окончил университет в 1914 году с серебряной медалью и был оставлен на факультете для подготовки к профессорской деятельности (научный руководитель А. П. Соколов).
С 1920 года — научный сотрудник 1-го разряда НИИФ Московского университета, доцент: читал курсы по электромагнитной теории света и электромагнитным колебаниям и волнам. Заведовал кафедрой физики в Московской горной академии, работал также в Институте сельского хозяйства (руководитель физической лаборатории и метеорологической обсерватории) и в Ярославском университете.
В 1924 году женился на Екатерине Ивановне Синельщиковой (1892—1966).
Занимался изучением коротковолновых радиосигналов; работы были отмечены премией по физике Российского научного общества за 1928 год.
В 1929 году, по приглашению В. Нернста, несколько месяцев проработал в Физическом институте Берлинского Университета, где встречался с М. фон Лауэном и Эйнштейном.
Позже, по приглашению М. Борна, проводил исследования и читал лекции в университете Геттингена.
В том же 1929 году, единственный из московских физиков, получил рокфеллеровскую стипендию, которая позволяла в течение года стажироваться в зарубежных лабораториях. Работал в физической лаборатории им. Нормана Бриджа в Калифорнийском технологическом институте, публиковался в ведущих научных журналах («Physical Review», Naturwissenschaften, Zeitschrift für technische Physik и других). В 1930 и в 1931 также был стипендиатом Рокфеллеровского фонда.
Сконструировал первый источник УКВ с рекордной короткой для того времени длиной волны около 10 см, а затем и 3,5 см. При участии Потапенко в 1930 году была создана первая линия узконаправленной радиосвязи Лондон-Париж (длина волны 15 см), УКВ-генератор которой эксплуатировался несколько лет.
В СССР Потапенко не вернулся, что, на тот момент, не было связано с политическими причинами: оказалось, что пароходная компания аннулировала заранее приобретенные билеты и подняла цены почти вдвое. У Потапенко соответствующей суммы не было; он и его родственники обращались в МГУ и другие организации в СССР, но ответа не получили. После трех месяцев ожидания Потапенко принял приглашение Р. Милликена, ректора Калифорнийского технологического института, на постоянную научную и профессорскую работу.
Продолжил исследования в области генерации и применения УКВ, разработал классификацию и некоторые теоретические разделы физики УКВ. Научный авторитет Потапенко как специалиста по генерации электромагнитных волн с минимально достижимой на тот период длиной волны подтверждается и тем, что в специальной литературе использовался термин «формула Потапенко» для уравнения, связывающего длину волны лампового генератора с напряжением сетки.
Значительным результатом работ Потапенко по изучению эффектов при прохождении УКВ в различных средах явилось установление ферромагнитных свойств кобальта.
Потапенко был одним из пионеров радиоастрономии; после того, как Карл Янский в 1932 году обнаружил космическое радиоизлучение, он в 1933 провел соответствующие эксперименты, подтверждающие наличие космического шума в коротковолновом диапазоне. В 1936 году Потапенко и его студент Доналд Фолланд провели эксперименты в Мохавской пустыне с применением специально сконструированных антенн и нашли, что космическое радиоизлучение на длине волны 14,6 м имеет максимум при направлении на центр Галактики, тем самым подтвердив и дополнив новыми сведениями результаты Янского.
Потапенко намеревался продолжить исследования этого феномена, но Милликен посчитал, что затраты на постройку новых антенн (около 1000 долларов) не перспективны и работы были свернуты.
Г. В. Потапенко внес значительный вклад в создание радаров сантиметрового и дециметрового диапазона, для которых он предложил использовать импульсное излучение — короткие прямоугольные импульсы, что позволило достаточно точно определять расстояние до цели с одновременным отслеживанием нескольких целей. С 1936 по 1946 год работы по радарам были засекречены; официальные патенты на радар Потапенко получил в 1946 (США) и в 1948 (Великобритания), причем британский датирован 1939 годом. Потапенко также разработал систему охлаждения двигателя бомбардировщиков, что позволило увеличить высоту полетов.
Значителен вклад Потапенко в исследования геофизических аспектов распространения электромагнитных волн.
По заказу нефтяных компаний Потапенко разработал ряд методов геофизических исследований, применяемых при разведке нефтяных полей (э-каротаж) на основе теоретических работ профессора Калтеха П.Эпштейна.
Ещё одной областью научных интересов Потапенко было изучение влияния радиоизлучения на организмы и бактерии, результатом чего явилось изобретение системы для асептической очистки воздуха в медицинских учреждениях.
В течение 32 лет преподавал в Калифорнийском технологическом институте различные курсы; в последние годы — геофизику. Вышел в отставку в 1966 году.
Для научной деятельности Потапенко характерно исследование сразу нескольких проблем, часто в разных областях, но так или иначе связанных с использованием радиоизлучения УКВ. Практически все работы Потапенко нашли практическое применение ещё при жизни ученого. В некоторых публикациях он упоминается только как радиоастроном, что объясняется описанием его работ в этой области в получившей широкую известность книге Вудраффа Салливана «Ранние годы радиоастрономии»
Скончался и похоронен в Пасадине в 1979 году.